# Kanadský pohár

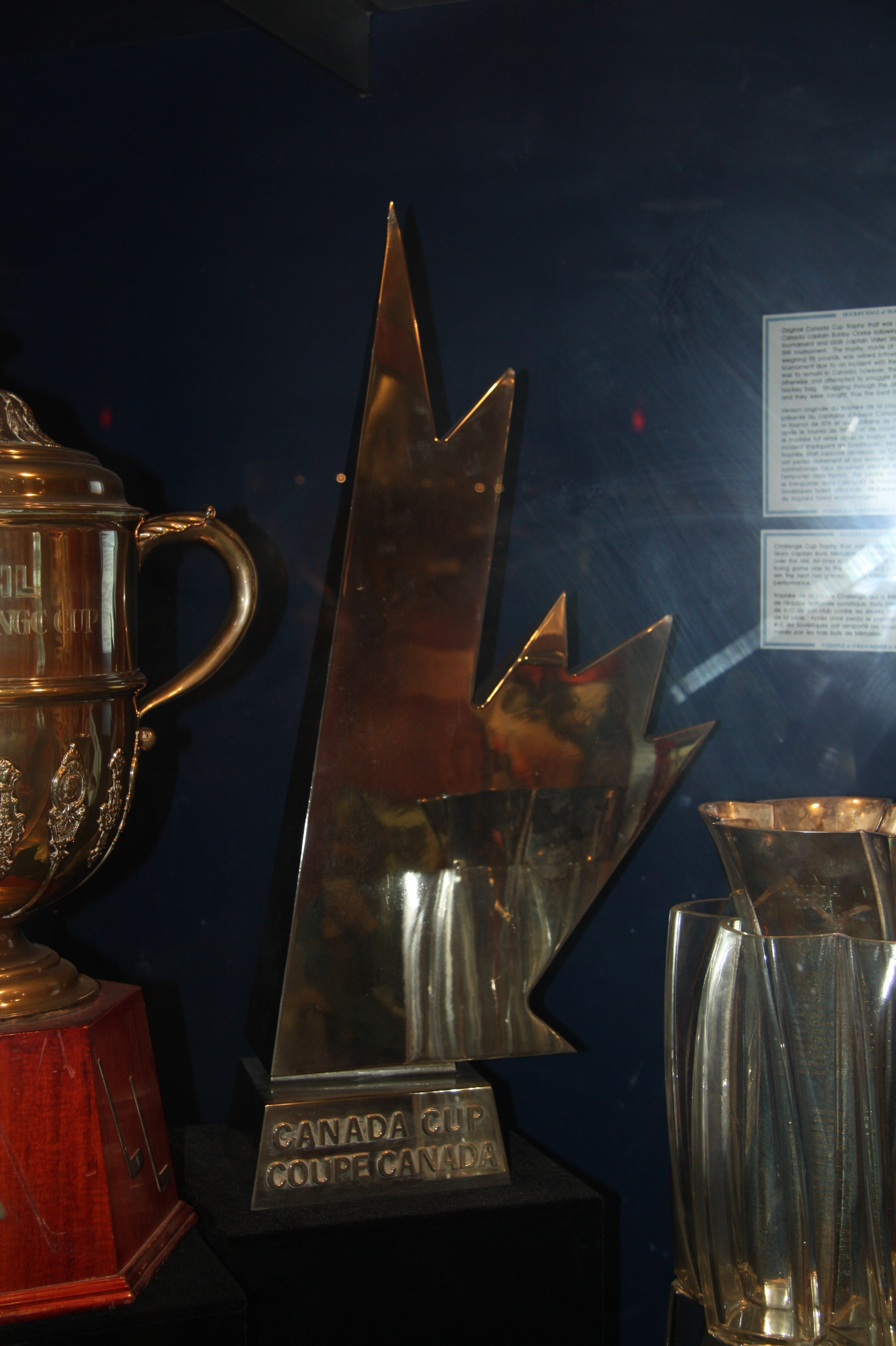
Kanadský pohár (trofej)

Kanadský pohár (anglicky Canada Cup) byl hokejový turnaj mezi reprezentačními výběry Kanady, USA, SSSR, Československa, Švédska a Finska (v roce 1984 Finy nahradilo mužstvo NSR).
Kanadský pohár se hrál v nepravidelných intervalech v letech 1976, 1981, 1984, 1987 a 1991, v letech 1996, 2004 a 2016 ho nahradil nástupnický Světový pohár.

## Historie
V 70. letech 20. století se na tehdejších hokejových turnajích nemohli střetnout nejlepší světoví hokejisté, protože na Olympijských hrách nesměli hrát profesionálové, tedy hráči z NHL. Šéf hráčské asociace této ligy (NHLPA) Alan Eagleson tedy přišel s nápadem uspořádat Světový pohár (World Cup). Turnaj musel však být kvůli protestu Mezinárodní hokejové federace přejmenován na Kanadský pohár. Právě takový turnaj byl v evropských i zámořských sportovních listech nazýván největší událostí v historii ledního hokeje a významnou křižovatkou ve vývoji této hry. Nejlepší evropské týmy měly konečně možnost změřit síly s profesionály z NHL.
Poprvé se střetli evropské reprezentace se zámořskými hráči na prvním mistrovství světa v roce 1920 v Antverpách, které probíhalo v rámci letních olympijských her. Jednalo se ovšem o americké a kanadské amatéry. Jako zajímavost lze utevést, že výběr Kanady byl tehdy zastoupen klubem Winnipeg Falcons. V samotné domovině nebylo toto mužstvo vnímáno jako zástupce kanadského národního týmu (klub by původně založen islandskými přistěhovalci) a teprve roce 2002 se dočkali rehabilitace. Ja jejich počest v úvodnímu utkání Světového poháru 2004 Kanaďané proti USA v replikách původních dresů z roku 1920 – v barvách starého zlata s černým vodorovným pruhem přes prsa, který nesl javorový list a nápis Canada.
Tenkrát byl mezi hráči obrovský herní rozdíl. Na prvním turnaji v roce 1976 došlo k rovnocenným soubojům mezi americko-kanadskými profesionály, současnými mistry světa a olympijskými vítězi z Československa a obávanými hráči SSSR. Překvapením pro zámořské fanoušky bylo selhání výběru USA. Hokej, který předváděli českoslovenští hráči uchvátil nejen americké i kanadské novináře. Jako jediní dokázali uštědřit porážku Kanadě již v základní části. Nakonec se oba týmy znovu potkaly ve finále, hraného na dva vítězné zápasy. V prvním utkání domácí oplatili porážku svěřencům trenérů Karla Guta a Jána Staršího. Druhý finálový zápas byl už vyrovnaný díky bojovnosti Čechoslováků, kterou ocenil i soupeř. Nakonec rozhodlo až prodloužení.
Další střetnutí evropských a zámořských týmů na Kanadském poháru se konalo po pěti letech v roce 1981. V základní části sice Kanadské mužstvo dominovalo, ovšem ve finále jednoznačně podlehlo borcům SSSR, současným držitelům světového titulu.
V dalších letech si již Kanada nenechala sebrat "svůj" pohár.
V roce 2005, rok po Světovém poháru, chtěli Kanaďané opět uspořádat svůj pohár, plány ale nevyšly a turnaj se nekonal. Lze tedy brát v úvahu, že relevantním nástupcem Kanadského poháru je Světový pohár (anglicky World Cup of Hockey).

## Herní systém
Šest reprezentačních výběrů se střetlo v základní části ve vzájemných duelech jenokolově každý s každým. Nejlepší čtyři týmy se následně střetly ve vyřazovacích bojích, kromě prvního turnaje, kdy přímo do finále postupovaly dva nejlepší týmy. V případě remízového stavu se hrálo prodloužení dle pravidel NHL, tzn. dokud nepadl gól. O titulu rozhodla dvě vítězná utkání. Pouze ve druhém turnaji se hrál jeden zápas.
Oproti Mistrovství světa v ledním hokeji se hrálo na kluzištích dle rozměrů a standardů zámořské soutěže NHL.

## Přehled jednotlivých ročníků
| Ročník | Vítěz  | Finalista | Výsledky          |
| ------ | ------ | --------- | ----------------- |
| 1976   | Kanada | ČSSR      | 6:0, 5:4 p        |
| 1981   | SSSR   | Kanada    | 8:1               |
| 1984   | Kanada | Švédsko   | 5:2, 6:5          |
| 1987   | Kanada | SSSR      | 5:6 p, 6:5 p, 6:5 |
| 1991   | Kanada | USA       | 4:1, 4:2          |

## Nejlepší střelci
| Ročník | Hráč                                 | Z   | G  |
| ------ | ------------------------------------ | --- | -- |
| 1976   | Viktor Žluktov Milan Nový Bobby Hull | 5 7 | 5  |
| 1981   | Mike Bossy                           | 6   | 8  |
| 1984   | Thomas Steen                         | 8   | 7  |
| 1987   | Mario Lemieux                        | 9   | 11 |
| 1991   | Steve Larmer                         | 8   | 6  |

## Nejproduktivnější hráči
| Ročník | Hráč           | Z | G | A  | B  |
| ------ | -------------- | - | - | -- | -- |
| 1976   | Viktor Žluktov | 5 | 5 | 4  | 9  |
| 1981   | Wayne Gretzky  | 7 | 5 | 7  | 12 |
| 1984   | Wayne Gretzky  | 8 | 5 | 7  | 12 |
| 1987   | Wayne Gretzky  | 9 | 3 | 18 | 21 |
| 1991   | Wayne Gretzky  | 8 | 4 | 8  | 12 |